# 9222 Чубей
9222 Чубей (9222 Chubey) — астероїд головного поясу, відкритий 19 грудня 1995 року.
Тіссеранів параметр щодо Юпітера — 3,119.